# The Real Adventures of Jonny Quest
The Real Adventures of Jonny Quest is een Amerikaanse animatie-televisieserie ontwikkeld door Hanna-Barbera Cartoons. De eerste aflevering werd op 26 augustus 1996 uitgezonden. Na 52 afleveringen is de serie op 16 april 1997 gestopt. De serie werd in Nederland uitgezonden op Cartoon Network van juli 1997 tot en met juli 2001 en later ook op Yorin. In Vlaanderen kwam de serie op Ketnet. Deze serie is gebaseerd op de serie Jonny Quest uit jaren 1960.
De hoofdpersonages zijn tienerversies van Jonny en Hadji uit de serie van de jaren 60. Een nieuw hoofdpersonage is Race Bannons dochter Jessie. De serie draait om de onderzoeken van Dr. Quest over vreemde fenomenen, legendes en mysteries in exotische locaties. Ook speelt de serie zich af in de virtuele wereld genaamd QuestWorld.
The Real Adventures bestaat uit twee seizoenen. Het tweede seizoen heeft een aangepaste schrijfstijl, die meer past bij de originele serie. De personages zijn allemaal een jaar jonger dan in het eerste seizoen en meerdere uiterlijke veranderingen zijn er toegepast op de personages, waaronder de kleur van Dr. Quests haar. Ook het westerse accent van Race is verwijderd.